# Сергије Димитријевић
Сергије Димитријевић (Пирот, 12. март 1912 — Београд, 11. август 1987) био је правник, економиста, историчар и нумизматичар.

## Биографија
Потиче из угледне лесковачке породице, од оца Милана, зубара, и мајке Софије, лекара. Основну школу и Гимназију у Лесковцу завршио је као ученик генерације, а затим је студирао права и економију на Правном факултету у Београду између 1930. и 1934. године. Студије је наставио усавршавањем у Паризу на Институту високих студија међународних односа између 1935. и 1937. године где је припремао докторску дисертацију из економије. Био је руководилац партијске организације југословенских студената и представник Комунистичке партије Југославије у Балканском комитету између 1938. и 1939. године. Ухапшен је 1939, а рат је провео прво по логорима у Француској а затим у Бухенвалду (1944—1945). Након завршетка Другог светског рата прво је радио у органима власти у Лесковцу а затим је прешао у Београд где је радио као директор Економског института савезне владе од 1946. до 1951. године. На Правном факултету Универзитета у Београду предавао је политичку економију. Као сарадник Економског института током 50-их година је радио на докторској дисертацији Страни капитал у привреди бивше Југославије коју је одбранио 1957. године. Од 1955. до пензионисања 1966. радио је у Историјском институту у Београду у звању научног сарадника и научног саветника.
За књигу "Радован Драговић и стварање класног радничког покрета и Социјалдемократске странке у Србији" добио је НИН-ову награду  за публицистику 1978. године.
Објавио је више од 20 књига и близу 500 научних радова из историје, економије, географије, социологије, етнологије, библиографије и нумизматике.

### Историографски рад
О актуелним политичким и привредним темама писао је још као студент (од 1934. године) а у послератном периоду почиње да објављује историографксе радове засноване на пажљивој проучавању историјске грађе. Историографски рад постао је главна област његовог интересовања: бавио се прошлошћу свог родног краја, Лесковца и његове околине, затим издавањем списа и изучавањем живота и дела српских социјалиста, привредном историјом Краљевине Југославије и српском средњовековном нумизматиком. У свакој од ових области написао је већи број радова који имају трајну историографску вредност. Изучавању економске историје прилазио је као критичар капитализма, са становишта марксистичке економске теорије.
У проучавању историје Лесковца и околине имао је широк спектар интересовања: од сакупљања народних умотворина и писане грађе до планова о изради Лесковачке енциклопедије (пројекат започет 1952—1954, али недовршен). Његова архивска изучавања знатно су проширила изворну подлогу за проучавање историје овог краја а посебно је значајно што је први уочио деловање и значај дубровачких трговаца, колонија и каравана у овом подручју у 17. веку.
Приликом изучавања српског социјалистичког покрета третирао је широк распон тема од библиографија социјалистичких писаца, издавања сабраних списа Радована Драговића, Душана Поповића, Димитрија Туцовића и посебних студија о истакнутим личностима социјалистичког покрета (Андра Банковић, Драгиша Лапчевић, Радован Драговић). Дао је и две синтезе историје социјалистичког покрета у Србији (1982) и Београду (1974). Привреда старе Југославије била је само привремено Димитријевићево истраживачко интересовање. Поред дисертације написао је и неколико краћих радова са овом тематиком. Његова изучавања привредне историје неретко су идеолошки обојена. Уверен у исправност марксиситичке идеологије економском историјом се бавио са позиција радикалног крила социјалистичког покрета.
Посебно су значајна његова изучавања и сакупљања српског средњовековног новца. У младости је отпочео прикупљање старог српског новца а нумизматичке радове објављивао је од 1957. године. Велику збирку новца и пратеће документације оставио је САНУ обавезујући притом ову институцију да изда корпус српскго средњовеквоног новца. Димитријевић је откривао непозната врсте и варијанте, систематски их је објављивао и описивао, бавио се и читавим областима средњовековне нумизматике (бакарни новац, новац са контрамаркама, фалсификати и друго). Димитријевићеви радови имају фундаменталан значај за бављење српском средњовековном нумизматиком.

## Објављена дела
- Страни капитал у привреди бивше Југославије, Београд, »Нолит« 1958
- Каталог српског средњовековног новца, Београд, »Завод за уџбенике и наставна средства«, 2001
- Средњовњковни српски новац, Београд, »САНУ«, 1997
- Почеци модернизације Лесковачке привреде, Лесковац, Народни музеј
- Новац кнеза Лазара, »Багдала« 1971
- Социјалистички раднички покрет у Србији: 1870-1918
- Поздрав из Београда:Београд на старим разгледницама, 1986
- Радован Драговић и стварање класног радничког покрета и Социјалдемократске странке у Србији, Београд »Радничка штампа Београд«, 1978
- Споменица педесетогодишњице радничког покрета Лесковца и околине 1903-1953, Лесковац, Одбор за прославу педесетогодишњице радничког покрета у Лесковцу 1953
- Структуралне промене у пољопривреди Србије средином 20. века, »Задужбина Андрејевић« 2002
- Историја Лесковца и околине, Народни музеј, 1983
- Социјална структура села и аграрне реформе у Лесковачком округу, Лесковац, Издање Окружног одбора Народног фронта, 1946
- Дубровачки каравани у јужној Србији у 17. веку, Београд, »САНУ«, 1958
- Борба с Турцима под Скобаљићем: историја и предање, Лесковац, »Градски народни музеј« 1951
- Стреља:Лесковчани у Првом српском устанку (историја и предање), Лесковац, »Напредак«, 1954
- Црнотравске и лесковачке народне песме ослободилачког рата и револуције, Београд, »Научно дело«, 1967
- Аграрни односи за време Турака у лесковачком крају, Лесковац, Градски народни музеј, 1951